# Thomomys nayarensis
Thomomys nayarensis és una espècie de mamífer rosegador de la família dels geòmids. És endèmic del nord-est de Nayarit (Mèxic). Els exemplars adults tenen una llargada total de 168-210 mm. El pelatge dorsal és marró, mentre que el ventral té una tonalitat més groguenca-daurada. El seu nom específic, nayarensis, significa 'de Nayar' en llatí.